# Чернозёмов, Кирилл Николаевич
Чернозёмов Кирилл Николаевич (14 июня 1933 — 19 апреля 2004) — советский и российский актёр театра и кино, педагог сценического движения.

## Биография
Кирилл Николаевич Чернозёмов родился 14 июня 1933 года. В 1957 году окончил Ленинградский театральный институт. В его послужном списке не один десяток спектаклей, поставленных им в Ленинграде и театрах Советского Союза, рядом с режиссёрами Г. Товстоноговым, И. Владимировым, В. Воробьёвым, В. Малыщицким и другими.
Он был учеником Ивана Эдмундовича Коха и преподавателем кафедры сценического движения и фехтования ЛГИТМиК и воспитал многих известных актёров. Чернозёмов считается одним из первых постановщиков сценического фехтования: в 1960-х он был дублёром Смоктуновского в фехтовальных сценах в фильме Козинцева «Гамлет», в 1980-е—1990-е годы возглавлял кафедру сценического движения в ленинградском Театральном институте.
В Петербургской консерватории, куда Чернозёмов перешёл в начале 1990-х годов, он занимал должность профессора, заведующего кафедрой музыкальной комедии. В 1994 году стал Заслуженным деятелем искусств РФ. Актёр скончался 19 апреля 2004 года.

## Фильмография
1. 1992 — Томас Бекет (фильм-спектакль) — епископ Йоркский
2. 1991 — Честный вор (фильм-спектакль)
3. 1991 — Призраки (фильм спектакль)
4. 1990 — Повести Белкина. Гробовщик (фильм-спектакль) — Готлиб Шульц, сапожник
5. 1984 — Капитан Фракасс — Жакмен Лампурд, бретер
6. 1977 — Лишний день в июне (фильм-спектакль) — Планкет, жёлтый рыцарь (поёт Олег Рябоконь)
7. 1976 — Труффальдино из Бергамо — эпизод (нет в титрах)
8. 1974 — Царевич Проша — наёмный убийца
9. 1968 — Кориолан (фильм-спектакль) — воин
10. 1966 — Первая любовь (фильм-спектакль) — Пётр Васильевич
11. 1965 — Братья Рико (фильм-спектакль)
12. 1964 — Гамлет — эпизод (нет в титрах)
13. 1955 — Овод — эпизод (нет в титрах)
14. 1954 — Запасной игрок — эпизод (нет в титрах)

## Оценка деятельности
Евгений Сазонов:
Он вторгался в постановку мощно и талантливо. Он буквально вылетал на сцену — и от его лет не оставалось и следа. Черноземов особенно красив на сцене. Он показывает — Ромео, Сирано, Меркуцио… И это нельзя повторить. Но можно следовать за ним — туда, в этот мир, имя которому Театр. Кирилл Черноземов, без всякого сомнения, огромное явление в российской, а быть может, и в мировой культуре.
Юрий Александров:
Кирилл консультировал спектакли, которые выходили в драме, в МАЛЕГОТе, в Мариинском театре, в детском театре, в оперетте… Очень редко встречались афиши без его фамилии, казалось, везде написано «Кирилл Черноземов». Наверное, коллеги брали его в работу, в напарники, не только потому, что он мог что-то поставить, но и для своего спокойствия, уверенности, ощущения, что за спиной есть такой удивительный человек, такая мощная поддержка.
Михаил Боярский:
Прежде всего, Кирилл Николаевич Черноземов — фанатик своего дела, преданный театру человек. Он знает о театре все! Невероятная личность!..   Внетеатральный мир его не увлекал. Черноземову удавалось быть выше всех бытовых вещей, для него существовал только театральный процесс!
Виктор Костецкий: 
он всегда остается для меня, для всех нас — Мастером, замечательным профессионалом, которому при встрече мы не говорим, а радостно, как дети, кричим: «Здравствуйте, Учитель!»
Как говорит Фёдор Лавров, поставивший на сцене БДТ спектакль «Эрендира», его отец мечтал поставить этот спектакль, «чтобы роль бабушки сыграл легендарный педагог нашей театральной академии по сцендвижению Кирилл Николаевич Черноземов».